# Lista de prefeitos de Fernando Pedroza
Esta é a lista de prefeitos de Fernando Pedroza, município brasileiro do estado do Rio Grande do Norte.
| Nº | Prefeito(a) (Nascimento–Falecimento) | Partido | Primeira-dama                          | Início de mandato     | Fim de mandato         | Vice-prefeito(a)                              | Observações                     |
| -- | ------------------------------------ | ------- | -------------------------------------- | --------------------- | ---------------------- | --------------------------------------------- | ------------------------------- |
| 1  | José Salviano da Cruz                | PMDB    | Francisca Bernardo Salviano            | 1º de janeiro de 1997 | 31 de dezembro de 2004 | José Batista Xavier                           | Prefeito e vice eleitos         |
| 1  | José Salviano da Cruz                | PMDB    | Francisca Bernardo Salviano            | 1º de janeiro de 1997 | 31 de dezembro de 2004 | José Batista Xavier                           | Prefeito e vice reeleitos       |
| 2  | Gondemario de Paula Miranda Júnior   | PSB     | Sandra Jaqueline Jota Ribeiro          | 1º de janeiro de 2005 | 31 de dezembro de 2012 | Sebastião Neto de Carvalho Nobre              | Prefeito e vice eleitos         |
| 2  | Gondemario de Paula Miranda Júnior   | PSB     | Sandra Jaqueline Jota Ribeiro          | 1º de janeiro de 2005 | 31 de dezembro de 2012 | Rivaldo Silva de Medeiros Cruz                | Prefeito reeleito e vice eleito |
| 3  | José Renato da Silva                 | PV      | Rosa Neide Medeiros Dantas da Silva    | 1º de janeiro de 2013 | 7 de junho de 2013     | Adalgiza Patrícia Bernardo Salviano de Macêdo | Prefeito e vice eleitos         |
| 4  | Daniel Pereira dos Santos            | PMDB    | Erika Mirelly Alves de Oliveira Santos | 7 de junho de 2013    | 31 de dezembro de 2016 | Francimagno Alves Batista                     | Segundo colocado nas eleições   |
| 5  | Sandra Jaqueline Jota Ribeiro        | PSD     | —                                      | 1º de janeiro de 2017 | 31 de dezembro de 2024 | João Maria Braga                              | Prefeita e vice eleitos         |
| 5  | Sandra Jaqueline Jota Ribeiro        | MDB     | —                                      | 1º de janeiro de 2017 | 31 de dezembro de 2024 | João Maria Braga                              | Prefeita e vice reeleitos       |
| 6  | João Maria Braga                     | MDB     | não encontrado                         | 1º de janeiro de 2025 | até a atualidade       | José Antônio Gonçalves                        | Prefeita e vice eleitos         |